# Puchar Niemiec w piłce nożnej (1972/1973)
Puchar Niemiec w piłce nożnej mężczyzn 1972/1973 – 30. edycja rozgrywek mających na celu wyłonienie zdobywcy Pucharu Niemiec, który uzyskał tym samym prawo gry w kwalifikacjach Pucharze Zdobywców Pucharów (1973/1974). Tym razem trofeum wywalczył Borussia Mönchengladbach. Finał został rozegrany na Rheinstadion w Düsseldorfie.

## Plan rozgrywek
Rozgrywki szczebla centralnego składały się z 5 części:
- Runda 1: 10–20 grudnia 1972
- Runda 2: 3–14 marca 1973
- Ćwierćfinał: 14–18 kwietnia 1973
- Półfinał: 1–16 maja 1973
- Finał: 23 czerwca 1973 na Rheinstadion w Düsseldorfie

## Pierwsza runda
Mecze pierwszej rundy odbyły się 10 i 20 grudnia 1972 roku.
| Drużyna 1              | Wynik dwumeczu | Drużyna 2                | Pierwszy mecz | Drugi mecz |
| ---------------------- | -------------- | ------------------------ | ------------- | ---------- |
| Hannover 96            | 3:4            | Eintracht Frankfurt      | 1:0           | 2:4        |
| VfL Wolfsburg          | 4:5            | VfB Stuttgart            | 2:2           | 2:3        |
| OSV Hannover           | 0:9            | Hertha BSC               | 0:6           | 0:3        |
| FK Pirmasens           | 4:5            | Rot-Weiss Oberhausen     | 4:1           | 0:4        |
| Stuttgarter Kickers    | 2:6            | Eintracht Brunszwik      | 1:1           | 1:5        |
| Wacker 04 Berlin       | 1:9            | Werder Brema             | 1:5           | 0:4        |
| Rot-Weiss Essen        | 5:8            | Hamburger SV             | 5:3           | 0:5 (dog.) |
| FC St. Pauli           | 3:4            | Kickers Offenbach        | 3:1           | 0:3        |
| Wormatia Worms         | 5:7            | VfL Bochum               | 4:4           | 1:3        |
| Südwest Ludwigshafen   | 2:6            | FC Schalke 04            | 1:3           | 1:3        |
| Preußen Münster        | 2:4            | MSV Duisburg             | 2:1           | 0:3        |
| HSV Barmbek-Uhlenhorst | 1:11           | FC Bayern Monachium      | 1:4           | 0:7        |
| Freiburger FC          | 4:8            | Borussia Mönchengladbach | 3:1           | 1:7        |
| SpVgg Bayreuth         | 4:6            | 1. FC Kaiserslautern     | 4:2           | 0:4        |
| Fortuna Köln           | 2:5            | 1. FC Köln               | 2:1           | 0:4 (dog.) |
| Wuppertaler SV         | 3:2            | Fortuna Düsseldorf       | 3:0           | 0:2        |

## Druga runda
Mecze drugiej rundy odbyły się 3 i 14 marca 1973 roku.
| Drużyna 1           | Wynik dwumeczu | Drużyna 2                | Pierwszy mecz | Drugi mecz |
| ------------------- | -------------- | ------------------------ | ------------- | ---------- |
| Eintracht Brunszwik | 3:2            | Eintracht Frankfurt      | 1:0           | 2:2        |
| Wuppertaler SV      | 3:5            | Kickers Offenbach        | 3:2           | 0:3        |
| MSV Duisburg        | 3:6            | Hertha BSC               | 1:2           | 2:4        |
| FC Schalke 04       | 1:3            | Borussia Mönchengladbach | 0:2           | 1:1        |
| Hamburger SV        | 3:6            | 1. FC Köln               | 2:2           | 1:4        |
| Rot-Weiß Oberhausen | 2:5            | Bayern Monachium         | 1:2           | 1:3        |
| VfL Bochum          | 5:6            | Werder Brema             | 4:4           | 1:2        |
| VfB Stuttgart       | 2:3            | 1. FC Kaiserslautern     | 2:1           | 0:2 (dog.) |

## Ćwierćfinały
Mecze ćwierćfinału odbyły się 14 i 18 kwietnia 1973 roku.
| Drużyna 1                | Wynik dwumeczu | Drużyna 2            | Pierwszy mecz | Drugi mecz |
| ------------------------ | -------------- | -------------------- | ------------- | ---------- |
| Eintracht Brunszwik      | 2:8            | 1. FC Köln           | 0:5           | 2:3        |
| Kickers Offenbach        | 6:4            | Bayern Monachium     | 2:2           | 4:2        |
| Werder Brema             | 4:2            | Hertha BSC           | 2:0           | 2:2        |
| Borussia Mönchengladbach | 5:2            | 1. FC Kaiserslautern | 2:1           | 3:1        |

## Półfinały
Mecze półfinału odbyły się 1 i 16 maja 1973 roku.
| Drużyna 1    | Wynik dwumeczu | Drużyna 2                | Pierwszy mecz | Drugi mecz |
| ------------ | -------------- | ------------------------ | ------------- | ---------- |
| Werder Brema | 3:7            | Borussia Mönchengladbach | 1:3           | 2:4        |
| 1. FC Köln   | 6:1            | Kickers Offenbach        | 5:0           | 1:1        |

## Finał
| 23 czerwca 1973 16:00 CEST | Borussia Mönchengladbach · Wimmer 24' · Netzer 94' | 2:1 (Dogrywka)1:1Raport | 1. FC Köln · 40' Neumann | Rheinstadion, Düsseldorf Widzów: 69 000 Sędzia: Kurt Tschenscher (Mannheim) |
|                            |                                                    |                         |                          |                                                                             |

| BORUSSIA MÖNCHENGLADBACH: |   |                      |  |      |
|                           |   |                      |  |      |
| BR                        | 1 | Wolfgang Kleff       |  |      |
| OB                        |   | Heinz Michallik      |  |      |
| OB                        |   | Berti Vogts          |  |      |
| OB                        |   | Klaus-Dieter Sieloff |  |      |
| PO                        |   | Rainer Bonhof        |  |      |
| PO                        |   | Dietmar Danner       |  |      |
| PO                        |   | Herbert Wimmer (C)   |  |      |
| PO                        |   | Christian Kulik      |  | 91'  |
| NA                        |   | Henning Jensen       |  |      |
| NA                        |   | Bernd Rupp           |  | 117' |
| NA                        |   | Jupp Heynckes        |  |      |
| Substitutes:              |   |                      |  |      |
| PO                        |   | Günter Netzer        |  | 91'  |
| PO                        |   | Ulrich Stielike      |  | 117' |
| Trener:                   |   |                      |  |      |
| Hennes Weisweiler         |   |                      |  |      |

| FC KÖLN      |   |                   |  |     |
|              |   |                   |  |     |
| BR           | 1 | Gerhard Welz      |  |     |
| OB           |   | Herbert Hein      |  |     |
| OB           |   | Wolfgang Weber    |  |     |
| OB           |   | Jupp Kapellmann   |  |     |
| PO           |   | Herbert Neumann   |  |     |
| PO           |   | Bernhard Cullmann |  |     |
| PO           |   | Heinz Simmer      |  |     |
| PO           |   | Heinz Flohe       |  |     |
| PO           |   | Wolfgang Overath  |  | 71' |
| NA           |   | Jürgen Glowacz    |  | 71' |
| NA           |   | Hennes Löhr       |  |     |
| Zmiany:      |   |                   |  |     |
| OB           |   | Harald Konopka    |  | 71' |
| NA           |   | Rainer Gebauer    |  | 71' |
| Trener:      |   |                   |  |     |
| Rudi Schlott |   |                   |  |     |

| Puchar Niemiec w piłce nożnej 1972–1973 Zwycięzcy |
| ------------------------------------------------- |
| Borussia Mönchengladbach 2. Tytuł                 |